# Tomas Dyfverman
Tomas Henrik Dyfverman. född 26 april 1944 i Oscars församling i Stockholm, död 6 mars 2009 i Solna församling i Stockholms län, var en svensk regissör, producent, produktionsledare, inspelningsledare med mera.
Tomas Dyfverman var son till teatermannen Henrik Dyfverman och Marthe Fristedt samt brorson till lantmätaren Carl Johan Dyfverman och sonsons son till skulptören Carl Johan Dyfverman. Tomas Dyfverman avled ogift och är begravd på Skogskyrkogården i Stockholm.

## Regi
- 1978 - Ludde och Ladan

## Producent
- 1972 – Ture Sventon, Privatdetektiv
- 1971 – Äppelkriget
- 1970 – Ferai